# Santuário da Vida Selvagem de Chapramari
O Santuário da Vida Selvagem de Chapramari (antiga Reserva Natural de Chapramari) fica perto do Parque Nacional Gorumara. Chapramari fica a cerca de 30 quilômetros de Chalsa e Lataguri, no norte de Bengala Ocidental, na Índia. A cobertura total da floresta é de 960 hectares.

## História
Em 1896, um administrador imperial de serviços florestais D.H.E. Sander enviou uma proposta ao governo da Índia, então dominada pelos ingleses, pela qual Chapramari poderia ser transformado em um centro de turismo. A área tinha sido declarada uma floresta de reserva nacional em 1895 sob o Indian Forest Act.
Em 1939, o nome Chapramari Wildlife Reserve passou a ser usado, enquanto o governo da Índia, em 1998, deu a ele o status de santuário nacional da vida selvagem.
O nome da região vem de 'Chapra', uma variedade de pequenos peixes encontrados no norte de Bengala, e 'Mari', que significa 'abundância'. Chapramari recebe águas do Teesta, Neora e Murti.

## Animais selvagens
Uma grande variedade de flora e fauna é encontrada nas florestas. Chapramari é conhecida por sua população de elefantes. Gaur (comumente conhecido como bisonte indiano) não é incomum na região de Chapramari. Rinocerontes, veados, javalis e leopardos também são encontrados lá. No entanto, como Gorumara, o Tigre Real de Bengala não é encontrado no santuário. O lugar é popular entre os observadores de pássaros, com periquitos, guarda-rios e trerons encontrados em abundância.

## Ameaça aos elefantes da estrada de ferro
O santuário da vida selvagem é atravessado pela linha férrea entre Siliguri e Malbazar. Os elefantes foram mortos por trens em vários incidentes. Em 8 de fevereiro de 2002, um trem Siliguri-Alipurduar matou uma elefante e feriu duas presas. Um acidente que matou sete elefantes em 2010 levou a Indian Railways a definir uma velocidade de referência de 40 km / h (25 mph) para os trens.

### Acidente de trem em 2013
Em 13 de novembro de 2013, aproximadamente às 17:40, um trem de passageiros com destino a Assam viajando pelo Santuário da Vida Selvagem Chapramari, Jaipur-Kamakhya Kavi Guru Express (19709), aproximou-se da Ponte do Rio Jaldhaka a aproximadamente 80 km / h e colidiu com um rebanho de 40 a 50 elefantes indianos, matando cinco adultos, dois bezerros e ferindo outros dez. Os elefantes sobreviventes fugiram inicialmente, mas logo retornaram ao local do acidente e permaneceram lá até serem dispersos pelas autoridades.
O acidente foi descrito como o pior da história recente. As autoridades planejam iniciar uma investigação sobre sua causa. A velocidade do trem no momento da colisão, que era o dobro do máximo especificado pelas diretrizes relevantes, foi apontada como um possível fator contribuinte. O ministro de Estado das Ferrovias, Adhir Ranjan Chowdhury, declarou que o acidente "ocorreu fora da área que foi designada como corredor de elefantes" e que "é responsabilidade do governo estadual proteger a vida selvagem" e não dos funcionários da ferrovia.